# Ciljanje genov
Ciljanje genov je genetska tehnika spreminjanja endogenih genov z uporabo homologne rekombinacije. Metodo lahko uporabimo za izbris gena, odstranitev eksonov ali uvedbo točkovnih mutacij. Ciljanje genov je lahko stalno ali pogojno. Pogoji so lahko v času razvoja/življenja organizma ali pri posameznih tkivih različni. Za ciljanje genov je treba ustvariti poseben vektor za vsak gen, ki nas zanima. Lahko pa ga uporabimo pri katerem koli genu, neodvisno od transkripcijske aktivnosti ali velikosti genov.

## Metoda
Metode ciljanja genov so pri različnih organizmih različne. Za ciljanje genov pri miših je protokol v splošnem naslednji: najprej s pomočjo bakterij izdelamo iz DNA zgrajeni ciljajoči konstrukt. Ta navadno vsebuje del gena, ki ga bomo ciljali, gen poročevalec in izbirni označevalec. Vstavimo ga v mišje embrionalne matične celice v kulturi. Izberemo celice z ustrezno vstavitvijo in jih uporabimo za vgradnjo v mišje tkivo z injiciranjem v embrio. Končno izberemo himerne miši, pri katerih gradijo razmnoževalne organe spremenjene celice. Po tem koraku je celotno mišje telo osnovano na predhodno izbrani matični celici.

## Nobelova nagrada 2007
Mario Capecchi, Martin Evans in Oliver Smithies so za svoje delo na »osnovah za uvedbo posameznih sprememb genov pri miših z uporabo embrionalnih matičnih celic«, tj. ciljanje genov, leta 2007 prejeli Nobelovo nagrado za fiziologijo ali medicino.